# Liste der Nummer-eins-Hits in Norwegen (2022)
Diese Liste der Nummer-eins-Hits basiert auf der offiziellen norwegischen VG-Lista (Top 40 Singles und Alben) im Jahr 2022, veröffentlicht durch IFPI Norwegen.

## Singles
| ← 2021 ← | Liste der Nummer-eins-Hits in Norwegen | Liste der Nummer-eins-Hits in Norwegen | Liste der Nummer-eins-Hits in Norwegen | 2023 →                    |
| \| Zeitraum \| Wo. ges. \| Interpret \| Titel Autor(en) \| Zusätzliche Informationen \| \| (Zeitraum, Wochen auf Platz eins, Interpret, Titel, Autor[en], zusätzliche Informationen) \| \| \| \| \| \| ----------------------------------------------------------------------------------------- \| -------- \| -------------------------------- \| ----------------------------------------------------------------------------------------------------------------------------------------------------- \| ------------------------- \| \| 1. Woche 1 Woche \| 1 \| Gayle \| Abcdefu Sara Elizabeth Davis, David Bruce Pittenger, Taylor Gayle Rutherfurd \| – \| \| 2.–4. Woche 3 Wochen \| 3 \| Lauren Spencer-Smith \| Fingers Crossed Fransisca Hall, Jakke Erixson, Lauren Spencer-Smith \| – \| \| 5.–7. Woche 3 Wochen \| 3 \| Karpe \| PAF.no Chirag Rashmikant Patel, Magdi Omar Ytreeide Abdelmaguid, Omar Mohammed Ahmed \| – \| \| 8.–10. Woche 3 Wochen \| 3 \| Ramón \| Ok jeg lover Andreas Bache-Wiig, Ramón Andresen \| – \| \| 11.–17. Woche 7 Wochen (insgesamt 11) \| 11 \| Ballinciaga feat. David Mokel \| Dans på bordet Ballinciaga, David Mokel \| – \| \| 18.–19. Woche 2 Wochen \| 2 \| Beathoven feat. Henrik von Grogg \| Stay keeg Jonas Gard Sten Andersen, William Fredriksen, Johannes Andres Knudsen, Henrik Oven \| – \| \| 20.–23. Woche 4 Wochen (insgesamt 11) \| 11 \| Ballinciaga feat. David Mokel \| Dans på bordet Ballinciaga, David Mokel \| – \| \| 24.–33. Woche 10 Wochen \| 10 \| Beathoven feat. Capow & 2G \| Sør-Afrika Jonas Gard Sten Andersen, William Fredriksen, Johannes Andres Knudsen, Capow, 2G \| – \| \| 34. Woche 1 Woche \| 1 \| Ballinciaga feat. Kamelen \| Fakk min X Ballinciaga, Marcus Kabelo Møll Mosele \| – \| \| 35.–42. Woche 8 Wochen \| 8 \| David Guetta feat. Bebe Rexha \| I’m Good (Blue) Bleta Rexha, Pierre David Guetta, Camille Angelina Purcell, Massimo Gabutti, Maurizio Lobina, Gianfranco Randone, Philip John Plested \| – \| \| 43.–44. Woche 2 Wochen (insgesamt 3) \| 3 \| Marstein \| Frida Kahlo Håkon Brevig Ingvaldsen, Jo Almaas Marstein, Lasse Digre, Omar Mohammed Ahmed \| – \| \| 45. Woche 1 Woche \| 1 \| Hkeem feat. Makosir \| Danser videre i livet Abdulhakim Hassane, Kristen Moen Vik, Patrick Makosir, Synne Vorkinn \| – \| \| 46. Woche 1 Woche (insgesamt 3) \| 3 \| Marstein \| Frida Kahlo Håkon Brevig Ingvaldsen, Jo Almaas Marstein, Lasse Digre, Omar Mohammed Ahmed \| – \| \| 47. Woche 1 Woche \| 1 \| Morgan Sulele & William Gamborg \| Oppmerksomhet Morgan Sulele, Anders Nilsen, William Gamborg \| – \| \| 48. Woche 1 Woche (insgesamt 9) \| 9 \| Mariah Carey \| All I Want for Christmas Is You Walter N. Afanasieff, Mariah Carey \| – \| \| 49.–52. Woche 4 Wochen (insgesamt 15) \| 15 \| Sia \| Snowman Sia Kate Furler, Gregory Allen Kurstin \| – \| |                                        |                                        | |                           |
| ← 2021 |                                        |                                        | | → 2023 →                  |
| Zeitraum | Wo. ges.                               | Interpret                              | Titel Autor(en) | Zusätzliche Informationen |
| (Zeitraum, Wochen auf Platz eins, Interpret, Titel, Autor[en], zusätzliche Informationen) |                                        |                                        | |                           |
| 1. Woche 1 Woche | 1                                      | Gayle                                  | Abcdefu Sara Elizabeth Davis, David Bruce Pittenger, Taylor Gayle Rutherfurd                                                                          | –                         |
| 2.–4. Woche 3 Wochen | 3                                      | Lauren Spencer-Smith                   | Fingers Crossed Fransisca Hall, Jakke Erixson, Lauren Spencer-Smith                                                                                   | –                         |
| 5.–7. Woche 3 Wochen | 3                                      | Karpe                                  | PAF.no Chirag Rashmikant Patel, Magdi Omar Ytreeide Abdelmaguid, Omar Mohammed Ahmed                                                                  | –                         |
| 8.–10. Woche 3 Wochen | 3                                      | Ramón                                  | Ok jeg lover Andreas Bache-Wiig, Ramón Andresen | –                         |
| 11.–17. Woche 7 Wochen (insgesamt 11) | 11                                     | Ballinciaga feat. David Mokel          | Dans på bordet Ballinciaga, David Mokel | –                         |
| 18.–19. Woche 2 Wochen | 2                                      | Beathoven feat. Henrik von Grogg       | Stay keeg Jonas Gard Sten Andersen, William Fredriksen, Johannes Andres Knudsen, Henrik Oven                                                          | –                         |
| 20.–23. Woche 4 Wochen (insgesamt 11) | 11                                     | Ballinciaga feat. David Mokel          | Dans på bordet Ballinciaga, David Mokel | –                         |
| 24.–33. Woche 10 Wochen | 10                                     | Beathoven feat. Capow & 2G             | Sør-Afrika Jonas Gard Sten Andersen, William Fredriksen, Johannes Andres Knudsen, Capow, 2G                                                           | –                         |
| 34. Woche 1 Woche | 1                                      | Ballinciaga feat. Kamelen              | Fakk min X Ballinciaga, Marcus Kabelo Møll Mosele | –                         |
| 35.–42. Woche 8 Wochen | 8                                      | David Guetta feat. Bebe Rexha          | I’m Good (Blue) Bleta Rexha, Pierre David Guetta, Camille Angelina Purcell, Massimo Gabutti, Maurizio Lobina, Gianfranco Randone, Philip John Plested | –                         |
| 43.–44. Woche 2 Wochen (insgesamt 3) | 3                                      | Marstein                               | Frida Kahlo Håkon Brevig Ingvaldsen, Jo Almaas Marstein, Lasse Digre, Omar Mohammed Ahmed                                                             | –                         |
| 45. Woche 1 Woche | 1                                      | Hkeem feat. Makosir                    | Danser videre i livet Abdulhakim Hassane, Kristen Moen Vik, Patrick Makosir, Synne Vorkinn                                                            | –                         |
| 46. Woche 1 Woche (insgesamt 3) | 3                                      | Marstein                               | Frida Kahlo Håkon Brevig Ingvaldsen, Jo Almaas Marstein, Lasse Digre, Omar Mohammed Ahmed                                                             | –                         |
| 47. Woche 1 Woche | 1                                      | Morgan Sulele & William Gamborg        | Oppmerksomhet Morgan Sulele, Anders Nilsen, William Gamborg                                                                                           | –                         |
| 48. Woche 1 Woche (insgesamt 9) | 9                                      | Mariah Carey                           | All I Want for Christmas Is You Walter N. Afanasieff, Mariah Carey                                                                                    | –                         |
| 49.–52. Woche 4 Wochen (insgesamt 15) | 15                                     | Sia                                    | Snowman Sia Kate Furler, Gregory Allen Kurstin | –                         |

## Alben
| ← 2021 ← | Liste der Nummer-eins-Hits in Norwegen | Liste der Nummer-eins-Hits in Norwegen | Liste der Nummer-eins-Hits in Norwegen | 2023 →                    |
| \| Zeitraum \| Wo. ges. \| Interpret \| Titel \| Zusätzliche Informationen \| \| (Zeitraum, Wochen auf Platz eins, Interpret, Titel, zusätzliche Informationen) \| \| \| \| \| \| ------------------------------------------------------------------------------ \| -------- \| ----------------- \| ----------------------------- \| ------------------------- \| \| 1. Woche 1 Woche (insgesamt 3) \| 3 \| Adele \| 30 \| – \| \| 2.–3. Woche 2 Wochen \| 2 \| The Weeknd \| Dawn FM \| – \| \| 4. Woche 1 Woche \| 1 \| Aurora \| The Gods We Can Touch \| – \| \| 5.–17. Woche 13 Wochen (insgesamt 17) \| 17 \| Karpe \| Omar Sheriff \| – \| \| 18. Woche 1 Woche \| 1 \| Rammstein \| Zeit \| – \| \| 19. Woche 1 Woche \| 1 \| Sigrid \| How to Let Go \| – \| \| 20. Woche 1 Woche \| 1 \| Kendrick Lamar \| Mr. Morale & the Big Steppers \| – \| \| 21.–22. Woche 2 Wochen (insgesamt 4) \| 4 \| Harry Styles \| Harry’s House \| – \| \| 23. Woche 1 Woche \| 1 \| Post Malone \| Twelve Carat Toothache \| – \| \| 24. Woche 1 Woche (insgesamt 4) \| 4 \| Harry Styles \| Harry’s House \| – \| \| 25.–26. Woche 2 Wochen (insgesamt 9) \| 9 \| Undergrunn \| Undergrunn \| – \| \| 27. Woche 1 Woche (insgesamt 4) \| 4 \| Harry Styles \| Harry’s House \| – \| \| 28.–32. Woche 5 Wochen (insgesamt 9) \| 9 \| Undergrunn \| Undergrunn \| – \| \| 33.–36. Woche 4 Wochen (insgesamt 17) \| 17 \| Karpe \| Omar Sheriff \| – \| \| 37.–38. Woche 2 Wochen (insgesamt 9) \| 9 \| Undergrunn \| Undergrunn \| – \| \| 39. Woche 1 Woche (insgesamt 2) \| 2 \| Marstein \| Medici Marstein \| – \| \| 40.–41. Woche 2 Wochen \| 2 \| Ramón \| Så klart det gjør vondt \| – \| \| 42. Woche 1 Woche (insgesamt 2) \| 2 \| Marstein \| Medici Marstein \| – \| \| 43.–44. Woche 2 Wochen (insgesamt 3) \| 3 \| Taylor Swift \| Midnights \| – \| \| 45. Woche 1 Woche \| 1 \| Drake & 21 Savage \| Her Loss \| – \| \| 46. Woche 1 Woche \| 1 \| Bruce Springsteen \| Only the Strong Survive \| – \| \| 47. Woche 1 Woche (insgesamt 3) \| 3 \| Taylor Swift \| Midnights \| – \| \| 48. Woche 1 Woche \| 1 \| Kaizers Orchestra \| Greatest Hits \| – \| \| 49.–52. Woche 4 Wochen (insgesamt 16) \| 16 \| Michael Bublé \| Christmas \| – \| |                                        |                                        |                                        |                           |
| ← 2021 |                                        |                                        |                                        | → 2023 →                  |
| Zeitraum | Wo. ges.                               | Interpret                              | Titel                                  | Zusätzliche Informationen |
| (Zeitraum, Wochen auf Platz eins, Interpret, Titel, zusätzliche Informationen) |                                        |                                        |                                        |                           |
| 1. Woche 1 Woche (insgesamt 3) | 3                                      | Adele                                  | 30                                     | –                         |
| 2.–3. Woche 2 Wochen | 2                                      | The Weeknd                             | Dawn FM                                | –                         |
| 4. Woche 1 Woche | 1                                      | Aurora                                 | The Gods We Can Touch                  | –                         |
| 5.–17. Woche 13 Wochen (insgesamt 17) | 17                                     | Karpe                                  | Omar Sheriff                           | –                         |
| 18. Woche 1 Woche | 1                                      | Rammstein                              | Zeit                                   | –                         |
| 19. Woche 1 Woche | 1                                      | Sigrid                                 | How to Let Go                          | –                         |
| 20. Woche 1 Woche | 1                                      | Kendrick Lamar                         | Mr. Morale & the Big Steppers          | –                         |
| 21.–22. Woche 2 Wochen (insgesamt 4) | 4                                      | Harry Styles                           | Harry’s House                          | –                         |
| 23. Woche 1 Woche | 1                                      | Post Malone                            | Twelve Carat Toothache                 | –                         |
| 24. Woche 1 Woche (insgesamt 4) | 4                                      | Harry Styles                           | Harry’s House                          | –                         |
| 25.–26. Woche 2 Wochen (insgesamt 9) | 9                                      | Undergrunn                             | Undergrunn                             | –                         |
| 27. Woche 1 Woche (insgesamt 4) | 4                                      | Harry Styles                           | Harry’s House                          | –                         |
| 28.–32. Woche 5 Wochen (insgesamt 9) | 9                                      | Undergrunn                             | Undergrunn                             | –                         |
| 33.–36. Woche 4 Wochen (insgesamt 17) | 17                                     | Karpe                                  | Omar Sheriff                           | –                         |
| 37.–38. Woche 2 Wochen (insgesamt 9) | 9                                      | Undergrunn                             | Undergrunn                             | –                         |
| 39. Woche 1 Woche (insgesamt 2) | 2                                      | Marstein                               | Medici Marstein                        | –                         |
| 40.–41. Woche 2 Wochen | 2                                      | Ramón                                  | Så klart det gjør vondt                | –                         |
| 42. Woche 1 Woche (insgesamt 2) | 2                                      | Marstein                               | Medici Marstein                        | –                         |
| 43.–44. Woche 2 Wochen (insgesamt 3) | 3                                      | Taylor Swift                           | Midnights                              | –                         |
| 45. Woche 1 Woche | 1                                      | Drake & 21 Savage                      | Her Loss                               | –                         |
| 46. Woche 1 Woche | 1                                      | Bruce Springsteen                      | Only the Strong Survive                | –                         |
| 47. Woche 1 Woche (insgesamt 3) | 3                                      | Taylor Swift                           | Midnights                              | –                         |
| 48. Woche 1 Woche | 1                                      | Kaizers Orchestra                      | Greatest Hits                          | –                         |
| 49.–52. Woche 4 Wochen (insgesamt 16) | 16                                     | Michael Bublé                          | Christmas                              | –                         |